# Бензальдегід
Бензальдегід (C6H5CHO) — органічна сполука, що складається з бензольного кільця заміщенного формільною групою. Він є найпростішим ароматичним альдегідом та одним з найбільш промислово корисних. Ця безбарвна рідина має характерний приємний запах, схожий на запах мигдалю. Дійсно, бензальдегід є головним компонентом гіркої мигдалевої олії і може бути екстрагований з великого числа інших природних джерел. Бензальдегід вперше був екстрагований з гіркого мигдалю у 1803 році французьким аптекарем Мартре. У 1832 році німецькі хіміки Фрідріх Велер та Юстус фон Лібіх вперше синтезували бензальдегід.

## Отримання
Основним способами промислового отримання бензальдегіду є хлорування та окислення толуену. Відомо й багато альтернативних шляхів зокрема окислення бензилового спирту та карбонілювання  бензену .

## Реакції
Вступає в усі типові реакції приєднання нуклеофілів по альдегідній групі
{\displaystyle {\ce {C6H5CHO + Nu- -> C6H5CH(Nu)O-}}}

Де Nu- може бути HSO3-, CN-, HCC-

З бензальдегідом може бути проведена Реакція Канніццаро, Бензоїнова конденсація та інші реакції конденсації де він виступає карбонільною компонентою
Бензальдегід селективно нітрується в мета положення 